# 漁川駅

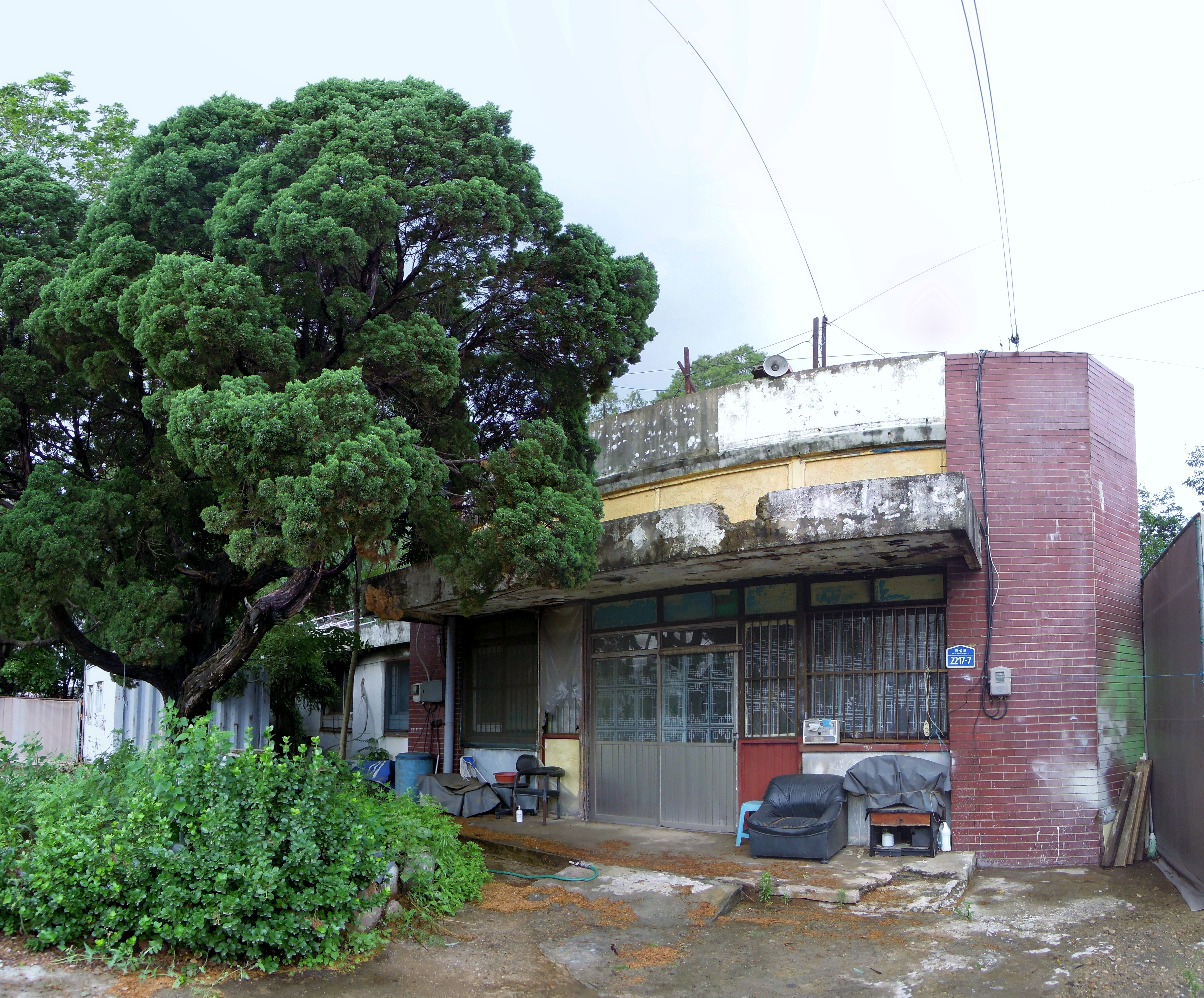
旧駅舎

漁川駅（オチョンえき）は大韓民国京畿道華城市にある水仁・盆唐線の鉄道駅である。

## 歴史
- 1937年8月5日 - 停車場として営業開始[1]
- 1982年9月1日 - 配置簡易駅に降格。
- 1983年8月1日 - 無配置簡易駅に降格。
- 1996年1月1日 - 旅客営業中止（事実上廃止）[2]
- 2015年9月4日 - 鉄道距離簿から削除（正式に廃止）[3]
- 2020年9月12日 - 水仁線漢大前駅 - 水原駅間の首都圏電鉄開業に伴い再開業。

## 参考資料
1. ↑  朝鮮総督府官報 彙報 私設鉄道運輸営業開始（1937年8月6日）
2. ↑  大韓民国官報 鉄道庁告示 第1995-59号（1995年2月5日）
3. ↑  国土交通部 告示 第2015-620号（2015年9月4日）